# Országh család (Guthi)
Az Országh család (Gúthi) a Gutkeled nemzetségből származott, mostanra már kihalt család.
Genealógusaink szerint a Gut-Keled nembéli Guthi családból származtatják.

## Története
Neve Wágner szerint valószínűleg a Szabolcs vármegyei Kis- és Nagygut pusztáról ered.
A család első ismert tagja volt a Károly Róbert király korában élt Guthy Salamon, ennek Péter nevű fiának négy gyermeke: Imre, András, János és László voltak.
A család tulajdonképpeni őse az 1323-ban élt László volt.
A család tagjait Nagy Iván Guthy Gáspártól kezdve vezeti le, kinek négy fia volt: Mihály, Imre, Sebestyén és János voltak, kik közül Sebestyén és János utód nélkül haltak el. A harmadik testvérnek, Jánosnak, mielőtt Székesfehérváron keresztes barát lett, házasságából egy fia Lőrinc született, kinek özvegye Erzsébet 1501-ben még élt. Lánya pedig a cseh Giskra Jánoshoz ment férjhez.
Gáspár negyedik fia Mihály (1458-1482) volt, 1482-ben Mátyás király a Hollókő várához tartozó Gyöngyös, Patha, Tarján, Alcsi , Fokorú, Szentiván, Százberek birtokokat adományozta Országh Mihálynak és fiának Lászlónak.
I. Ferdinándtól 1528-ban Apaffy Ferencz birtokait kapta meg Országh Imre országbíró, László fia, Mihálynak unokája. László 1536-ban Nógrád vármegye főispánja, 1537-ben pedig Debrő várát és tartozékait kapta I. Ferdinándtól. 1560-ban pedig Guthy Országh Kristóf kapta Nána, Sirok, Oroszlánkő és más birtokokat. Minthogy e Kristóf országbírónak gyermekei nem voltak, vele sirba szállt a család. Birtokai a Nyáry családra szálltak át.

## Címer leírása
A címert L. Wagner Guthi Országh Mihály (I. Mihály) nádor 1482 évi pecsétjéről ismerte.
A címer a Gutkeledek címeréhez hasonló; a pajzs udvara piros ezüst, fűrész alakban két részre van osztva, vagyis egyik oldalából három zászlóféle csúcs nyúlik be.
A pajzs fölötti sisak koronáján kiterjesztett szárny gyanánt felül szintén a pajzshoz hasonló csúcsokban végződő piros ezüst színezésű alakzatot, és azon szívféle ábrát mutat, balra piros hatágú csillaggal. Egy másik változat pedig leírásában a sisak helyett egy koronás egyfejű sast közöl.

## A család nevezetesebb tagjai
- Guthy Országh I. László (1484-1493) főlovászmester, (neje: Maróthi Magdolna)
- Guthy Országh III. Mihály 1505-ben mint zászlós úr volt jelen a rákosi országgyűlésen. Mátyás király nádora.
- Guthy Országh Kristóf meghalt: 1567. október 19-én, vele kihalt a Guthy Országh család. Neje: Zrinyi Ilona (1546-1585) volt.